# 애덤 미나로비치
애덤 미나로비치(영어: Adam Minarovich, 1977년 1월 30일 ~ )는 미국의 배우이다. 드라마 《워킹 데드》에서 에드 역으로 출연중이다.